# Bernie Hamilton
Bernie Hamilton (12 juni 1928 - 30 december 2008) was een Amerikaans acteur. 
Hij was de politiebaas uit de jaren '70 serie van Starsky and Hutch. 
Hamilton trad vaak op als Captain Harold Dobey. Bernie Hamilton is op 30 december 2008 overleden aan hartstilstand.

## Filmcarrière
- The Jackie Robinson Story (1950)
- Carmen Jones (1954)
- Kismet (1955)
- The Young One (1960) directed by Luis Buñuel
- The Devil at 4 O'Clock (1961)
- 13 West Street (1962)
- One Potato, Two Potato (1964)
- Synanon (1965)
- The Swimmer (1968)
- The Organization (1971)
- Hammer (1972)
- Scream Blacula Scream (1973)
- Bucktown (1975)
- Starsky and Hutch (1975 - 1979)

- Biblioteca Nacional de España: XX1708963
- Bibliothèque nationale de France: cb14184977k (data)
- Gemeinsame Normdatei: 139768084
- International Standard Name Identifier: 0000 0001 1447 6278
- Library of Congress Control Number: no98034974
- Nationale Bibliotheek van Tsjechië: xx0151336
- Système universitaire de documentation: 10377663X
- Virtual International Authority File: 71602900
- WorldCat: E39PBJjRXvwPpB6JdjRw4y8XBP